# James Rainwater
Leo James Rainwater (Council, Idaho, 1917 - id., 1986) fou un físic estatunidenc guardonat amb el Premi Nobel de Física l'any 1975.

## Biografia
Va néixer el 9 de desembre de 1917 a la ciutat de Council, situada a l'estat nord-americà d'Idaho. El 1918, després de la mort del seu pare en una epidèmia de grip, la seva família va traslladar-se fins a Hanford, a l'estat de Califòrnia. Allà estudià física a l'Institut Tecnològic de Califòrnia, on es llicencià el 1939 i, posteriorment, aconseguí el doctorat a la Universitat de Colúmbia el 1946. El 1952, fou nomenat professor de física a la Universitat de Colúmbia.
Leo James Rainwater es morí el 31 de maig de 1986.

## Recerca científica
Durant la Segona Guerra Mundial, va entrar a treballar en el projecte de desenvolupament de la bomba atòmica. A partir de 1949, va començar a desenvolupar la seva teoria que, contràriament al que llavors es creia, propugnava que no tots els nuclis atòmics són esfèrics. Les seves idees van ser provades i confirmades més endavant per Aage Niels Bohr i els experiments de Ben Roy Mottelson realitzats a l'Institut Niels Bohr de Copenhaguen.
James Rainwater també va contribuir a la comprensió científica de les radiografies i va participar en la Comissió d'energia atòmica i projectes d'investigació navals per decisió del govern dels Estats Units.
El 1975, fou guardonat, al costat d'Aage Niels Bohr i Ben Roy Mottelson, amb el Premi Nobel de Física.